# Potentilla durangensis
Potentilla durangensis är en rosväxtart som beskrevs av Per Axel Rydberg. Potentilla durangensis ingår i Fingerörtssläktet som ingår i familjen rosväxter. Inga underarter finns listade i Catalogue of Life.